# Palazzo Piratini
Il Palazzo Piratini (in portoghese: Palácio Piratini) è la sede del potere esecutivo dello stato brasiliano del Rio Grande do Sul. È situato in Praça Marechal Deodoro, nel centro storico di Porto Alegre.

## Storia
L'edificio fu costruito per sostituire il vecchio Palácio de Barro (italiano: Palazzo di Fango), che esisteva nello stesso sito ed era stato costruito nel 1773 per ordine dell'allora governatore José Marcelino de Figueiredo. Alla fine del XIX secolo, la struttura versava in pessime condizioni, rendendo necessaria la costruzione di uno nuovo, cosa che avvenne per ordine del presidente dello stato Júlio de Castilhos.
Il primo progetto del nuovo palazzo fu redatto dall'architetto Affonso Hebert, della Segreteria dei Lavori Pubblici, e la prima pietra fu posata il 27 ottobre 1896. Il ritmo dei cantieri fu però lento. Quand'ancora la struttura terminata, i lavori furono sospesi dal nuovo presidente dello stato, Carlos Barbosa Gonçalves, sostenendo che la costruzione non soddisfaceva i requisiti dell'epoca. L'allora Segretario ai Lavori Pubblici, Cândido José de Godoy, sembra aver avuto un ruolo influente nella scelta di un progetto più sfarzoso che avrebbe reso il palazzo "l'edificio pubblico più bello e maestoso del Brasile". A tal fine, nel 1908 il governo inviò una delegazione a Parigi per indire un concorso internazionale per una nuova pianta da pavimento in sostituzione di quella pensata di Hebert.
Al concorso però parteciparono solo due candidati: A. Agustín Rey e A. Janin. Entrambi i loro progetti non vennero stati utilizzati. Un anno dopo, l'architetto francese Maurice Gras venne nel Rio Grande do Sul e fu presentato al presidente Barbosa dai diplomatici francesi in Brasile. Presentò una nuova proposta, che fu approvata, e il 20 settembre 1909 fu posta la seconda pietra angolare del palazzo. I lavori ripresero rapidamente, ma quando Barbosa lasciò il governo nel gennaio 1913, molto restava da fare. Per molte ragioni, i lavori procedettero lentamente, subendo un'accelerazione solo all'inizio degli anni '20, durante la quarta amministrazione di Borges de Medeiros.
Il 16 maggio 1921 l'edificio poté essere occupato, ma senza inaugurazione ufficiale e in modo parziale, perché ancora non erano terminate le ali residenziali, le sale nobili e i giardini. Bisognerà aspettare gli anni '70 perché il palazzo venga segnalato come ultimato, anche se continuavano a essere eseguiti lavori minori e già cominciavano a rendersi necessari interventi di restauro in alcune zone più antiche.
Nel 1955, con decreto del governatore Ildo Meneghetti, fu attribuito al Palazzo il nome ufficiale Piratini, per onorare la prima capitale della Repubblica Riograndense (1836-1845) durante la Rivoluzione Farroupilha (1835-1845).
Uno degli eventi più notevoli della sua storia fu l'ordine di Bombardamento del Palazzo Piratini che ebbe luogo durante il mandato del governatore Leonel Brizola, quando, a causa della Campagna di Legalità, nel 1961, il governo federale decretò il bombardamento del palazzo. Tuttavia, l'ordine non fu eseguito dai soldati della base aerea di Canoas. All'epoca, circa 30mila persone si erano accampate davanti a Piratini, chiedendo l'insediamento di  alla Presidenza della Repubblica.
Uno dei momenti salienti della sua storia si verificò durante il mandato del governatore Leonel Brizola, il 26 agosto 1961, durante un tentativo di colpo di Stato in seguito alle dimissioni del presidente Jânio Quadros. Quel giorno, Brizola, attraverso la radio, mobilitò una folla di sostenitori di João Goulart che si radunò davanti al palazzo per affermare il proprio attaccamento alla legittimità repubblicana. Dai vertici militari partì l'ordine ai soldati della vicina base aerea di Canoas di bombardare l'edificio. Fortunatamente la direttiva non venne eseguita e il colpo di Stato fallì.
L'edificio è stato incluso nel Progetto Monumenta del Ministero della Cultura brasiliano con il sostegno dell'IDB e dell'UNESCO, che mira a rivitalizzare i centri storici in Brasile. Dal 1986 l'edificio è considerato Patrimonio Storico Artistico dello Stato e nel 2000 Piratini è stato inserito nell'elenco dell'Istituto Nazionale per i Beni Storici e Artistici.

## Descrizione
Si tratta di una costruzione dalle linee neoclassiche il cui design ricorda il Petit Trianon, nel parco della Reggia di Versailles. Sulla facciata spiccano le colonne di ordine ionico e due sculture di Paul Landowski, autore della statua del Cristo Redentore, simbolo di Rio de Janeiro, che rappresentano l'agricoltura e l'industria, una per lato dell'ingresso principale.
Gli spazi principali del palazzo sono il salone principale, l'oratorio, i giardini, la tettoia creola e le sale “Negrinho do Pastoreio”, “Alberto Pasqualini”, dei banchetti e degli specchi.
Nell'atrio principale, una sontuosa scalinata in marmo francese conduce all'ufficio del governatore, dove si possono ammirare alcuni oggetti d'antiquariato come un vecchio telefono rivestito d'oro, un regalo della Compagnia Telefonica a Borges de Medeiros, e un tappeto di 42 metri quadrati realizzato nel 1930.
I lustri delle sale “Negrinho do Pastoreio” e “Alberto Pasqualini” sono repliche di quelli della Reggia di Versailles. I murales del pittore italiano Aldo Locatelli illustrano episodi della storia del Rio Grande do Sul. Parte del mobilio è stato realizzato dai detenuti della vecchia Casa di Correzione di Porto Alegre, e le soglie e i battiscopa sono stati scolpiti in marmo di Carrara. Ci sono due dipinti di Antônio Parreiras: un ritratto di Bento Gonçalves da Silva e un altro che rappresenta la proclamazione della Repubblica Riograndense.
L'opera di Landowski è presente anche al centro del cortile interno con il gruppo scultoreo La primavera. Nello stesso cortile si trova una fontana con temi egizi e una scultura del Negrinho do Pastoreio, di Vasco Prado. Nell'area esterna, il "Capanno Creolo" (in portoghese: "Galpão Crioulo") è stato costruito nel 1971, dove i visitatori vengono accolti con assaggi della gastronomia e della cultura tradizionale Gaucho.

## Zone del palazzo
Palazzo Piratini è suddiviso nelle seguenti aree:
- Corte principale
- Salone Negrinho do Pastoreio
- Salone Alberto Pasqualini
- Ala residenziale
- Sala del banchetto
- Sala degli Specchi
- Oratorio
- Giardini del Palazzo
- Galpao Crioulo